# Sympherobius quadricuspis
Sympherobius quadricuspis is een insect uit de familie van de bruine gaasvliegen (Hemerobiidae), die tot de orde netvleugeligen (Neuroptera) behoort. 
Sympherobius quadricuspis is voor het eerst wetenschappelijk beschreven door Oswald in 1988.